# Goulaine
Goulaine – rzeka we Francji, przepływająca przez teren departamentu Loara Atlantycka, o długości 23,9 km. Stanowi lewy dopływ rzeki Loary.